# Botunja (vattendrag)
Botunja (bulgariska: Ботуня) är ett vattendrag i Bulgarien.   Det ligger i regionen Montana, i den nordvästra delen av landet, 90 km norr om huvudstaden Sofia.
Trakten runt Botunja består till största delen av jordbruksmark. Runt Botunja är det ganska glesbefolkat, med 36 invånare per kvadratkilometer.